# Lagarosiphon madagascariensis
Lagarosiphon madagascariensis là một loài thực vật có hoa trong họ Hydrocharitaceae. Loài này được Casp. mô tả khoa học đầu tiên năm 1882.